# Benton megye (Arkansas)
Benton megye az Amerikai Egyesült Államokban, azon belül Arkansas államban található. Megyeszékhelye Bentonville, legnagyobb városa Rogers. Lakosainak száma 284 333 fő (2020. április 1.). Benton megye Washington, Madison, Barry, Carroll, Adair, Delaware és McDonald megyékkel határos.

## Népesség
A megye népességének változása:
| Lakosok száma | 222 896 | 227 724 | 232 658 | 237 297 | 249 672 | 284 333 |
|               | 2010    | 2011    | 2012    | 2013    | 2015    | 2020    |